# Kostel Narození svatého Jana Křtitele (Dražovice)
Kostel Narození svatého Jana Křtitele je římskokatolický chrám v obci Dražovice v okrese Vyškov. Jde o farní kostel Dražovice.

## Historie
Původní farní kostel (zřejmě ze 14. století) stál na návrší za vesnicí. V roce 1645 ho zpustošila švédská vojska. Byl sice opravován, ale roku 1729 byl v obci postaven nový barokní kostel. Stavbu financoval tehdejší patron farnosti, olomoucký biskup Wolfgang Hanibal kardinál Schrattenbach. I tento kostel však během následujících desetiletí zchátral a nestačil pro velký počet věřících. V letech 1888–1889 byl proto na jeho místě postaven současný kostel, který vysvětil 25. srpna 1889 brněnský biskup František Saleský Bauer. V roce 1968 byla ke kostelu přistavěna sakristie s vchodem do kostela.

## Popis
Jde o jednolodní klasicky orientovaný typ kostela s navazujícím presbytářem. Ten je uvnitř oddělen vítězným obloukem. Na západní straně je stavba zakončena hlavním vchodem a věží s jehlancovitou osmibokou helmicí, bání a křížem. Na severní straně chrámové lodi je předsunutý zazděný boční vchod. Celý komplex kostela se hřbitovem je obehnán zídkou se třemi vchody. Ke kostelu ze západní strany od silnice vede schodiště. Fasádu kostela tvoří bílé a žluté plochy se soklem pískovcové barvy. 
Interiér kostela je jednoduchý. Strop kostela je rovný, rozdělený na kazetová pole, střídavě zdobená. Dlažba v chrámové lodi je ze světlého vápence, v presbytáři je dlažba mramorová. Hlavní mramorový oltář v presbytáři je první dílo Johanna Eduarda Tomoly z Brna z roku 1889. Oltářní mensa je nesena čtyřmi sloupy s hlavicemi, mezi nimiž jsou tři plochy zdobené ornamenty s motivy nástrojů umučení Spasitele. Před hlavním oltářem stojí pokoncilní oltář čelem k lidu, dílo Jana Kratochvila z Brna z roku 1995. Tmavá mramorová mensa leží na dvou sloupcích a středním kameni s motivem rovnoramenného kříže.